# Michel Caron (artiste)
Pour les articles homonymes, voir Michel Caron et Caron.
Michel Maurice Emile Caron né à Sèvres (Hauts-de-Seine) le 29 avril 1929 et mort le 3 septembre 2001 au Mesnil-Simon (Eure-et-Loir), est un artiste français, chanteur lyrique (ténor) et comédien.

## Biographie
Dès l’enfance, Michel Caron veut devenir comédien. Il entre au cours René Simon, puis au Conservatoire national de musique de Paris où il obtient trois premiers prix : Opéra, Opéra-comique, Opérette.
Michel Caron débute dans L'auberge du Cheval blanc, au théâtre du Châtelet, dans le rôle de Maître Florès. Sa carrière se déroule à Paris, en province et à l'étranger.

### Vie privée
Michel Caron est le grand-père d'Anna Spokojny-Caron, soprano lyrique.

## Scènes
- 1953 : Iphigénie en Tauride, Gluck
- 1958 : Orphée aux Enfers, Offenbach
- 1960 : L'Auberge du Cheval-Blanc - Théâtre du Châtelet.
- 1962 : Pelléas et Mélisande, (rôle titre Pelléas) Biennale de Venise 1962 - Festival international de musique contemporaine française - Mise en scène de Michel Crochot, avec Denise Duval, Michel Roux, André Vessière - Direction musicale, Pierre Dervaux - Théatre de la Fenice, Venise.
- 1963/ 1964 : Il faut marier maman, Thaïs, Alceste, Don Carlos, Evagelin - Théâtre de Mulhouse.
- 1966 : « Un chapeau de paille d'Italie » (création) de Guy Lafarge et André Grassi  - (rôle de Fadinard) - Théâtre national de Strasbourg.  Avec : Dominique Tirmont (Nonancourt), Henry Bedex (Beauperthuis), Christian Asse (Vézinet), Jacky Piervil (Bobin), Christos Ch. Grigoriou (Emile Tavernier), José Denisty (Tardiveau), Philippe Ariotti (Félx), Gérard Brillanti (Achille de Roselha), Chirstian Wolf (un caporal), Arlette Patrick (Hélène), Josette Nadal (Anaïs), Annie Dumas (La Baronne), Madeleine Vernon (Clara), Jacqueline Maréchal (Virginie).
- 1967 : "Don Juan de Miguel Mañara", Henri Tomasi (rôle titre)- Création mondiale à Mulhouse le 5 mars 1967 avec Xavier Depraz, Frantz Pétri, André Vessiere, Anne-Marie Blanzat. Direction musicale et mise en scène, Reynald Giovanetti.
- 1967 : Faust - rôle titre sous la direction d'André Vandernoot et dans une mise en scène de Jean-Marc Landier et Maurice Béjart -  Cirque Royal de Bruxelles.
- 1967 : La Mort de Danton , Gottfried von Einem - Mulhouse, Bâle.
- 1968/ 1969 : La Belle Hélène - La Chauve-Souris - Faust -  La Traviata - Colombe de Jean-Michel Damasse - Le Fou, création de Marcel Landowsky - Centre Lyrique Populaire français, direction Jacques Luccioni.
- 1968 : : Mademoiselle Virginie, Georges Van Parys.
- 1969 : L'Opéra d'Aran de Gilbert Bécaud, Grand Théâtre de Reims.
- 1969 /1970 : La Périchole, rôle de Piquillo, mis en scène Maurice Lehmann, direction Jean-Claude Casadesus. Théâtre de Paris .
- 1971 : Les Rencontres du Palais Royal, Offenbach, Théâtre du Palais Royal.
- 1971 : Barbe Bleue, Théâtre de Paris, direction Maurice Lehmann.
- 1972 : Faust, Théâtre municipal de Rio de Janeiro, Brésil.
- 1972 : Saint Louis création mondiale de Darius Milhaud, Théâtre municipal de Rio de Janeiro, Brésil.
- La Belle Hélène, Offenbach / production du CLPF (Centre lyrique populaire de France) de J. Luccioni

- 1973 : La Chauve-Souris, Johann Strauss fils - Grand Théâtre de Genève.
- 1974 : La Vie parisienne, Offenbach. Avec Nicole Broissin, Henri Gui, Danièle Millet, Jacques Mareuil et Luc Barney, mise en scène de Raymond Vogel - Opéra-Comique.
- 1974 : La Vie parisienne (rôle de Gardefeu), Offenbach. Grand Théâtre de Genève.
- 1974 : L'Opéra de quat'sous , Kurt Weill avec Berthe Monmart, Jean Brun, Francine Arrauzau, Dany Barraud. Direction musicale : Jeno Rehak. Mise en scène : Raymond Vogel - Opéra de Marseille.
- 1974 : La Grande-duchesse de Gérolstein, La Veuve joyeuse , L’Auberge du Cheval Blanc, mise en scène : Raymond Vogel - Grand Théâtre de Genève.
- 1974 :  Ciboulette, Grand Théâtre de Bordeaux.
- 1974 :  La Veuve joyeuse, Opéra de Lyon, Opéra de Strasbourg - Mise en scène Edmond Tamise.
- 1975/1976 : La Fille de Madame Angot , avec Simone Couderc, Jacques Legrand, Robert Destain, Michel Bouvier, Georges Miazza, Danièle Millet, Danièle Perrier. Direction musicale : Henri Gallois - Grand Théâtre de Genève
- Les Troyens, Berlioz  et Salomé, Strauss - Teatro Nacional de São Carlos, Lisbonne.
- Dialogues des carmélites, Poulenc
- 1978: La Chauve-Souris, Strauss -  Opéra Grenoble.
- 1981 : La Vie parisienne (rôle du Brésilien) Pour la réouverture du théâtre du Châtelet , mise en scène d'Yves Robert, adaptation de Frantz Salieri, orchestration de Laurent Petitgirard .
- 1982/1983 : La Veuve joyeuse (rôle de Danilo) mise en scène Alfredo Arias - Théâtre du Châtelet.
- 1996 : D comme danseur (avec Patrick Dupond, Isabelle Guérin, Jean-Marie Didière), Japon.

## Discographie
- Le Baron Tzigane, Strauss. Avec Claudine Collart, soprano - Janine Capderou, contralto - Lina Dachary, soprano - Michel Hamel, ténor - Henri Bedex, trial - Aimé Doniat, baryton - Orchestre Lyrique de l'ORTF - Adolphe Sibert, direction.
- Chanson d'amour - La Sérénade, Franz Schubert. Avec Michel Dens, Anne-Marie Blanzat , Suzanne Lafaye, Joseph Peyron Dir. : Jean-Claude Hartemann.

- Une Nuit à Venise, Johann Strauss :  avec Lina Dachary, soprano - Henri Legay, ténor - Monique Stiot, soprano - Henri Bedex, trial - Aimé Doniat, baryton - Orchestre Lyrique de l'ORTF - Adolphe Sibert, direction -  Air de Caramello, air du Duc, ...(Anna Records).
- 2011 (remastered) : Le retour de l'enfant prodigue, Darius Milhaud. Bernard Demigny et Gabriel Bacquier, baritones / Andre Vessieres, basse / Janine Collard, mezzo-soprano. Solistes de l'Orchestre du Théâtre National de l'Opéra de Paris, dir. Darius Milhaud
- 2021 (remastered) : Invocation, La Mer, Nocturnes, Jeux, Marche écossaise, Salut Printemps pour chœurs et orchestre, Debussy (Nadine Sautereau (soprano), Choeurs de la Radiodiffusion Française, Orchestre du Théâtre National de l'Opéra de Paris, Manuel Rosenthal).

## Cinéma
- 1978 : Passe ton bac d'abord, de Maurice Pialat
- 1978 : Les Enquêtes du commissaire Maigret, épisode : Maigret et le tueur de Marcel Cravenne
- 1981 : Le Choix des armes, d'Alain Corneau
- 1981 : Et pourtant elle tourne !, de François-Raoul Duval - Rôle du père de Jeanne.
- 1982 : Le Démon dans l'île de Francis Leroi
- 1983 : Joy, de Sergio Bergonzelli - Rôle de Jean-Albert, le père de Joy.
- 1989 : L'Orchestre rouge, de Jacques Rouffio.

## Télévision
- 1958 : Orphée aux Enfers, Offenbach - Diffusion ORTF.
- 1961 : Crescendo réalisé par Marcel Bluwal, diffusé le 13 octobre (65 min).
- 1968 : Mademoiselle Virginie réalisé par Georges Folgoas, diffusé le 6 janvier 1968 (75 min).
- 1968 : Angélique, Jacques Ibert - Diffusion ORTF.
- 1969 : Émission Dim Dam Dom, Le ténor de la Périchole (portait) diffusée le 31 octobre 1969 sur l'ORTF, présentée par Marie Laforêt, réalisé par Juliette Boisriveaud.
- 1971 : La Périchole, Jacques Offenbach - réalisation Jacques Duhen (105 min) diffusée le 24 décembre.
- 1972 : Barbe-Bleue, opéra-bouffe d'Offenbach - réalisé par Denise Billon (Rôle du sire de Barbe-bleue), diffusé le 24 décembre (130 min).
- 1972 : Le Pauvre Matelot, Darius Milhaud - réalisation Michel Huillard, Diffusion ORTF (32 min) diffusé le 17 décembre.
- 1973 : Les Messieurs de Saint-Roy, série de Paul Goutas (rôle de Philippe Martin).
- 1974 : La Grande-duchesse de Gérolstein réalisé par Georges Folgoas, diffusé le 22 décembre (122 min).
- 1978 : Les deux berges, de Patrick Antoine (Rôle de Lancel). Douze heures pour mourir, d'Abder Isker.
- 1978 : Maigret et le Tueur, de Marcel Cravenne - Dans le cadre de Les Enquêtes du commissaire Maigret (rôle de l'agent).
- 1979 : Rue de l'Opérette, Hortense Schneider, réalisé par Pierre Cavassilas, diffusé le 30 décembre (55 min).
- 1980 : La vie de Pierre de Coubertin, de Pierre Cardinal (rôle d'un journaliste).
- 1980 : Le transfuge, de Claude Boissol - Dans le cadre de la série Commissaire Moulin.
- 1980 : L'aéropostale, le courrier du ciel, série de Gilles Grangier (rôle du ministre).
- 1981 : Pause café , série de Serge Leroy - 3 épisodes (père de Joëlle Mazar).
- 1984 : Un homme va être assassiné, de Dolorès Grassian (rôle de Daniel).
- 1985 : L'homme de pouvoir, de Maurice Frydland (rôle du secrétaire général).
- 1990 : Le Dénommé (oublie que tu es un homme), de Jean-Claude Dague (rôle de Latour).
- 1991 : Cordier contre Cordier, série d'Alain Lombardi - Dans le cadre de la série Cas de divorce (rôle de Georges Cordier).